# Osney Ditch
Der Osney Ditch ist ein Nebenarm der Themse in Oxford, England. Er entsteht als Abzweig eines anderen Nebenarms der Themse, dem Bulstake Stream im Norden von Osney, und fließt in südlicher Richtung, bis er am Osney Lock wieder in die Themse mündet.